# Desidério Murcho
Desidério Orlando Figueiredo Murcho (18 de Maio de 1965) é um filósofo, professor e escritor português. É membro fundador do Centro para o Ensino da Filosofia da Sociedade Portuguesa de Filosofia.

## Formação académica
Licenciado em Filosofia pelo Departamento de Filosofia da Faculdade de Letras da Universidade de Lisboa (1992), é Mestre em Filosofia da Linguagem e da Consciência (1992–1999) pela mesma instituição. Doutoramento em Filosofia no King's College de Londres (interrompido em 2008), onde foi bolsista da FCT e tutor em Lógica, Ética e Filosofia da Religião.

## Livros

### Autor
- A Existência de Deus: O Essencial (Lisboa: Plátano Editora, 2020).
- Lógica Elementar: Raciocínio, Linguagem e Realidade (Lisboa e S. Paulo: Edições 70, 2019).
- Lógica: O Essencial (Lisboa: Plátano Editora, 2019).
- Todos os Sonhos do Mundo e Outros Ensaios (Lisboa e S. Paulo: Edições 70, 2016).
- Filosofia ao Vivo (Rio de Janeiro: Oficina Raquel, 2012).
- Sete Ideias Filosóficas Que Toda a Gente Deveria Conhecer (Lisboa: Bizâncio, 2011).
- Filosofia em Directo (Lisboa:Fundação Francisco Manuel dos Santos, 2011).
- O Pequeno Livro do Filósofo (Edição de autor, 2009).
- Pensar Outra Vez: Filosofia, Valor e Verdade (Vila Nova de Famalicão: Quasi, 2006).
- O Lugar da Lógica na Filosofia (Lisboa: Plátano, 2003).
- A Natureza da Filosofia e o seu Ensino (Lisboa: Plátano, 2002).
- Essencialismo Naturalizado (Coimbra: Angelus Novus, 2002).

### Co-autor
- Janelas para a Filosofia. Com Aires Almeida (Lisboa: Gradiva, 2014).
- 50 Lições de Filosofia, 11.º ano. Com Aires Almeida (Lisboa: Didáctica Editora, 2014).
- 50 Lições de Filosofia, 10.º ano. Com Aires Almeida e Célia Teixeira (Lisboa: Didáctica Editora, 2013).
- Dicionário Escolar de Filosofia (Lisboa: Plátano, 2009, 2.ª ed.).
- A Arte de Pensar: 11.º ano (Lisboa: Didáctica, 2008, 2.ª ed.).
- A Arte de Pensar: 10.º ano (Lisboa:Didáctica, 2007, 2.ª ed.).

### Organização
- A Ética da Crença (Lisboa: Bizâncio, 2010).
- Viver Para Quê? Ensaios Sobre o Sentido da Vida (Lisboa: Dinalivro, 2009).
- Enciclopédia de Termos Lógico-Filosóficos. Com João Branquinho e Nelson Gomes (São Paulo: Martins Fontes, 2006, 2.ª ed.).
- Textos e Problemas de Filosofia. Com Aires Almeida,(Lisboa: Plátano, 2006).
- Renovar o Ensino da Filosofia (Lisboa: Gradiva, 2003).

### Traduções
Organizou e traduziu Por Que Escrevo e Outros Ensaios, de George Orwell (Lisboa: Antígona, 2008) e Viver Para Quê? Ensaios Sobre o Sentido da Vida (Lisboa: Dinalivro, 2009).
Traduziu vários livros de filosofia, incluindo Lógica: Um Curso Introdutório, de William Newton-Smith (Lisboa: Gradiva, 1998), A Última Palavra, de Thomas Nagel (Lisboa: Gradiva, 1999), Os Problemas da Filosofia, de Bertrand Russell (Lisboa: Edições 70, 2008) e Um Mundo Sem Deus, dir. de Michael Martin (Lisboa: Edições 70, 2010).

### Co-traduções
Co-traduziu os livros Linguagens da Arte, de Nelson Goodman (Lisboa: Gradiva, 2006), Palavra e Objeto, de W. V. O. Quine (Petrópolis: Vozes, 2010) e Dicionário de Filosofia, dir. de Thomas Mautner (Lisboa: Edições 70, 2010).

## Outras Publicações
- Fundador e Director da revista de filosofia Crítica (desde 1997).
- Membro de corpo editorial na revista Disputatio (1996–2010).
- Cronista no jornal Público (no P2). Lista de artigos no Público (2006–2009)
- Revisor da Revista Educação Especial (UFSM).
- Colunista da revista Os Meus Livros.
- Publicou artigos e recensões na Revista Filosófica de Coimbra, na Philosophica, etc.

## Lista de Referências
1. ↑  «Entrevista - Conhecimento Prático / Filosofia». Consultado em 31 de Julho de 2014. Arquivado do original em 8 de agosto de 2014
2. ↑  «Porto Editora: Autores». Consultado em 31 de Julho de 2014. Arquivado do original em 8 de agosto de 2014
3. ↑  «Center of Philosophy of the University of Lisbon». Consultado em 31 de Julho de 2014. Arquivado do original em 9 de agosto de 2014
4. ↑  «Desidério Murcho, CV». Lattes. Consultado em 4 de setembro de 2020